# HP-9100A
Le HP-9100A est un ordinateur personnel lancé en 1968, avec des fonctionnalités de calculatrice programmable intégrant les calculs scientifiques et financiers, ainsi que le stockage des instructions dans une mémoire externe sur carte magnétique.

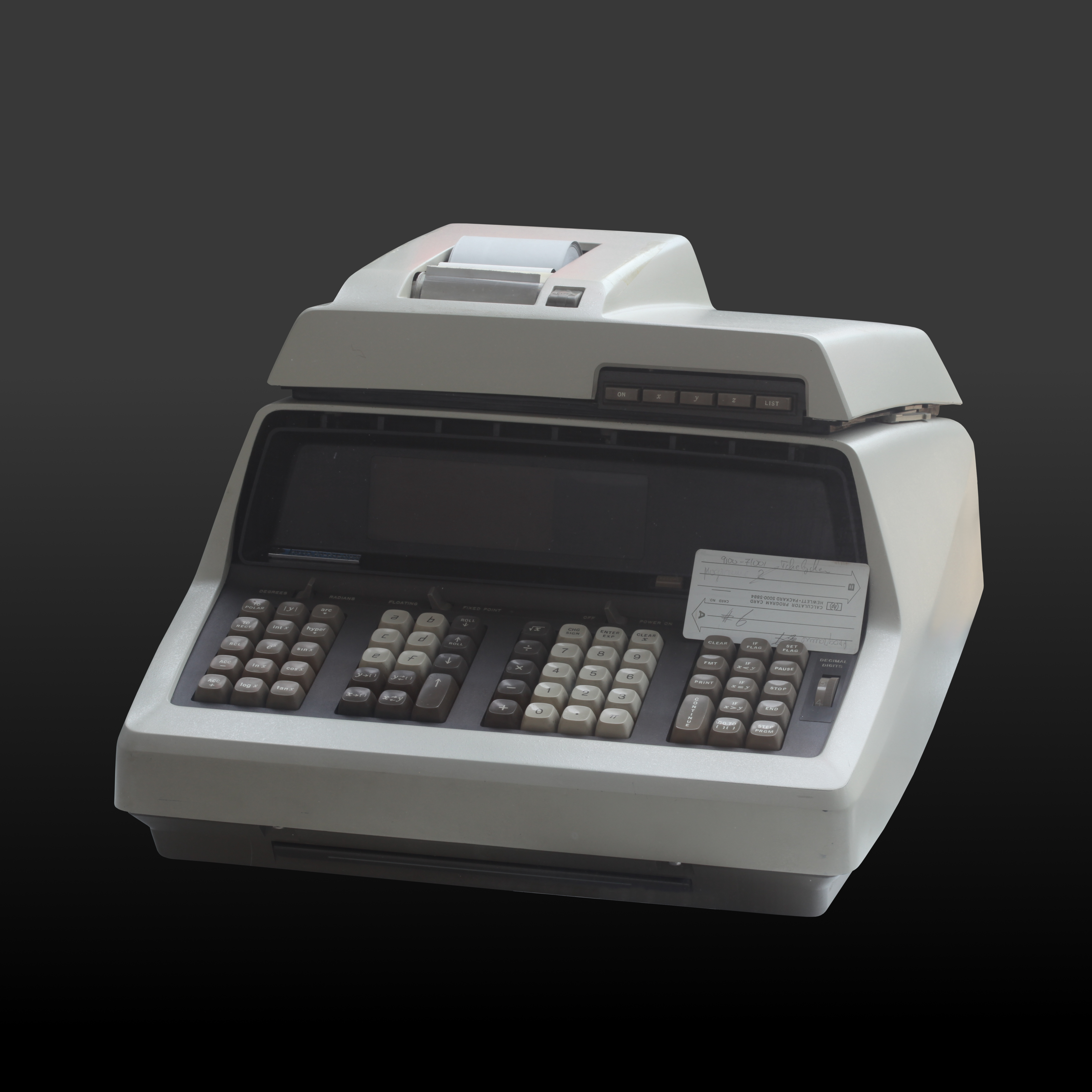
9100A Calculatrice programmable de bureau, 1968

## Histoire
En 1968, HP le présente comme un calculateur de bureau puisque comme le dit Bill Hewlett, « Si nous avions appelé cela un ordinateur, il aurait été rejeté par les gourous de l'informatique de nos clients, car il ne ressemble pas à un IBM. Nous avons ainsi décidé d'appeler cela une calculatrice et toutes ces absurdités ont disparu »,.

## Fonctionnalités
Les fonctionnalités du calculateur sont :
- Calculs scientifiques ;
- Calculs financiers ;
- Stockage des programmes et des résultats sur carte magnétique
- Imprimante thermique intégrée.

## Annexe